# Kyivstar
Kyivstar (ukr. Київстар) – ukraińskie przedsiębiorstwo telekomunikacyjne z siedzibą w Kijowie. Należy do niderlandzkiego Veon.
Przedsiębiorstwo zostało założone w 1994 roku, a w 1997 roku uruchomiło własną sieć komórkową.